# 藤井茂太
藤井茂太（1860年11月3日（萬延元年9月21日(舊曆)） - 1945年1月14日）為大日本帝國陸軍軍人。最終階級為陸軍中將。

## 經歷
為福本藩公務員・藤井義柄的二男。外國語學校、及日本陸軍幼年學校畢業。1880年12月陸軍士官學校（舊制第3期）畢業。歷任野砲第2大隊軍官。1885年12月陸軍大學校（第1期）畢業。
歷經參謀本部第2局參謀人員、大清帝國出差、陸大教官、德國留學、兵站總監部軍官等職。甲午戰爭時，擔任第2軍參謀（後方主任）隨軍出征。之後歷任陸大教官、奥地利公使館武官、陸大教官兼教導主任、陸大幹事。1902年6月進級陸軍少將，擔任陸大校長。
日俄戰爭時，擔任第1軍参謀長隨軍出征。以後歷任陸軍砲工學校校長、東京灣要塞司令官等職。1909年8月進升陸軍中將，擔任野戰砲兵監、第12師團長等職。1914年8月編入預備役。

## 家族
- 兄 藤井義信（陸軍少佐）
- 弟 藤井光五郎（海軍機關少將）

## 著作
- 『両戦役回顧談』偕行社、1936年。

## 外部連結
- 帝國陸軍～その制度と人事～
- 日本陸海軍事典